# 오케아노스 (천왕성 탐사선)
오케아노스는 2016년과 2017년에 걸쳐 뉴 프론티어 계획에 제안되었으나 취소된 천왕성 탐사선이다. 목적은 천왕성의 기원과 자기장을 탐사하는 것이다.

## 역사와 제작배경
2016년과 2017년에 걸쳐서 제안되었다. 제안될 때만 해도 이름이 없었는데 이후 오케아노스라는 이름이 붙여졌다. 이리하여 뉴 프론티어 후보에 지명되었으나, 취소되었다.

## 과학장비
UMAG:자기장 탐사기로, 천왕성의 자기장을 탐사하는 것이 목표다.
GAIA:X밴드와 Ka 밴드를 사용해 천왕성의 자기장 분포, 자력 등을 탐사하는 것이 목적이다. 특이사항으로 지구와 통신도 이 장비가 한다.
UnoCam:가시광을 탐사하는 장비로, 천왕성의 사진과 대기의 사진 등을 보낼 예정이었다.
URSULA:오케아노스에 탑재되어 천왕성 대기에 돌입하여 대기압, 구성성분, 환경, 사진 등의 자료를 보내는 것이 목적이었다.

## 발사
2030년 SLS 또는 아틀라스 V를 사용해 발사한 뒤 목성을 스윙바이해 2041년 천왕성의 궤도에 진입하자는 계획이 채택되었다.

## 지원, 개발, 투자
- NASA
- JPL
- KSC
- GSFC
- 록히드마틴
- SwRI
- 존스 홉킨스 대학교

## 같이 보기
- 천왕성 탐사
- MUSE (탐사선)
- ODINUS
- 천왕성 궤도선 및 탐사정
- 천왕성 패스파인더